# Lokhlass
Lokhlass (ラプラス, Laplace, dans les versions originales en japonais) est une espèce de Pokémon de première génération. Lokhlass est un Pokémon de type eau et glace.

## Création
Propriété de Nintendo, la franchise Pokémon est apparue au Japon en 1996 avec les jeux vidéo Pocket Monsters Vert et Pocket Monsters Rouge. Son concept de base est la capture et l'entraînement de créatures appelées Pokémon, afin de leur faire affronter ceux d'autres dresseurs de Pokémon. Chaque Pokémon possède un ou deux types – tels que l'eau, le feu ou la plante – qui déterminent ses faiblesses et ses résistances au combat. En s'entraînant, ils apprennent de nouvelles attaques et peuvent évoluer en un autre Pokémon.
Lokhlass fait partie des trois premiers Pokémon créés, avec Rhinoféros et Mélofée. L'idée est alors que chaque créature doit avoir une fonction précise pour aider leur dresseur : dans le cas de Lokhlass, il s'agit de pouvoir le transporter sur la mer,, ce à quoi fait référence sa description dans le Pokédex, l'encyclopédie fictive des Pokémon : « Ce Pokémon en voie d'extinction peut transporter des passagers sur son dos par-delà les océans. ». Son nom français provient des mots « Loch Ness » et « Classe ».

## Description

### Lokhlass
Il ressemble à un plésiosaure, ce reptile marin de l'ère secondaire au long et fin cou, bien que le cou de Lokhlass soit plus court et trapu que celui d'un véritable plésiosaure. Mais le physique de Lokhlass est plus directement inspiré du fameux monstre du Loch Ness. Son espèce est menacée de disparition et le soir on entend son chant triste qui appelle ses rares congénères. Il est utilisé pour le transport maritime de quelques personnes. Il comprend le langage humain.

### Lokhlass gigamax
Lokhlass gigamax est un Pokémon de type eau et glace et est la forme gigamax de Lokhlass. Il possède des morceaux de glace qui volent autour de lui. Il est grand et peut accueillir plus de 500 personnes sur son dos.

## Apparition

### Jeux vidéo
Lokhlass apparaît dans la série de jeux vidéo Pokémon. Lokhlass apparaît pour la première fois dans Pokémon Rouge et Vert (Japon) et dans Pokémon Rouge et Bleu (en Europe et aux États-Unis). D'abord en japonais, puis traduits en plusieurs autres langues, ces jeux ont été vendus à près de 200 millions d'exemplaires à travers le monde.
Dans les versions Or et Argent, on peut en trouver un au niveau 20 dans les Caves Jumelles chaque vendredi. Pour le trouver, il faut surfer sur le bassin tout au sud-ouest et continuer jusqu'au bout vers l'extrême sud-est. Dans ces versions, les graphismes montrent le joueur en train de surfer ressemblant à un Lokhlass rouge.

### Série télévisée et films
La série télévisée Pokémon ainsi que les films sont des aventures séparées de la plupart des autres versions de Pokémon et mettent en scène Sacha en tant que personnage principal. Sacha et ses compagnons voyagent à travers le monde Pokémon en combattant d'autres dresseurs Pokémon.
Dans un des épisodes durant lesquels Sacha parcourt les Îles Oranges, notre héros croise un groupe de jeunes en train d'embêter un Lokhlass échoué sur la plage. Pris de pitié pour ce jeune Pokémon sans défense, il chasse les voyous. Alors Lokhlass, pour remercier Sacha, se laisse capturer, permettant à son dresseur de voyager, avec ses compagnons, à travers les Îles.